# 妖ばなし
『妖ばなし』（あやかしばなし）は、2017年からTOKYO MX2にて放送されている妖怪をテーマにしたオムニバス形式のテレビドラマシリーズである。最初のテレビシリーズが2017年4月1日から6月24日まで放映され、それ以降も中断を挟みながら継続して放送されている。各シーズンの単位は「第〇幕」と呼称しており、今後、全100話で第1期とする構想もある。妖怪「文車妖妃（ふぐるまようひ）」がストーリーテラーを務める。毎シーズン最終話は百鬼夜行で締められている。また、2020年にはボイスドラマ版も制作されている。

## キャスト

### レギュラー
- 文車妖妃 - ゆうか（妖怪朗読家）
- 化け鋏（声） - うのちひろ（第1幕）、松田留奈（第2幕～）
- 化け文箱（声） - 高槻佳奈

### ゲスト
括弧内は登場話数。
- 菅原清 - 大門嵩(1)
- 河童 - （演）TERU、（声）真田雅隆(1)
- 菅原明子 - 安亜希子(1)
- 清の母 - 額田礼子(1)
- タイキ - 山本大輝(1)
- コタロー - 石澤虎太郎(1)
- アキラ - 青柳慧(1)
- 子供の父 - 山本智勝(1)
- 子供の母 - 羽根雅美(1)
- 沼御前 - 松井理子(1)
- 小沼のかじ坊 - 土肥良成(1)
- 竹ヶ瀬の竹坊 - 大森敦史(1)
- 小峰川の小次郎 - 山本智勝(1)
- 曼陀羅瀬の川太郎 - 大門蒿(1)
- 樹葈 - 小田皓介(2)
- 覚 - （演）三宅敏夫、（声）小梁川晴彦(2)
- 奈四 - 和田健人(2)
- 富山 - 梶川利征(2)
- 遥 - 倉時愛衣子(2)
- ディレクター - けーすけ(3)
- タレント　ユリ - 若松由莉(3)
- タレント　ゆみか - ゆみゆみ香(3)
- 番組カメラマン - 近藤六(3)
- エレベーターの幽霊（遺影の女） - 山際絵礼奈(3)
- 霊媒師 荻原 - 萩原佐代子(3)
- 泥田夢成 / 泥田坊 - 岩井潤一(4)
- 泥田深泥 / 泥田坊女 - 美貴(4)
- 深泥の彼氏 - 横田和輝(4)
- 看護士 / 吉原泥美 - 松井理子(4)
- 幼少時の深泥 - 綱島乙芭(4)
- 幽霊男 - 矢島慎之介(5)
- 幽霊男の友人 - 岡田勇輔(5)
- カップル男 - 瀬谷和弘(5)
- カップル女 - 塚田沙矢(5)
- 幽霊 - 森澤碧音(5)
- つらら娘 - 最上みゆう(6、13)
- スズキ - 塩野勝美(6)
- カネコ - 星野守宏(6)
- 看護師の女 - しおり(6)
- 田村のおじさん - 杉野田ぬき(6)(友情出演)
- スズキ（少年時代） - 山本大輝(6)
- カネコ（少年時代） - 庄司旭達(6)
- 柳田清男 - 植村喜八郎(7)
- 大太郎法師 - 三宅敏夫(7)
- なべやかん - なべやかん(7)
- 土肥幸治 - 土肥良成(7)
- 児玉監督 - 児玉ともじ(7)
- 烈風 - 柳川公輔(7)
- サクラ - 深華(7)
- カメラマン - 明瀬礼洋(7)
- 助監督 - 石田翼(7)
- 邪鬼 - 三宅敏夫、大場大和(7)
- 友美 - 鶴巻星奈(8)
- 潤 - 成瀬清春(8)
- 沙奈 - Can Cana(8)
- 男 - 沼口健二(8)
- 六部大介 - 内藤典彦(9)
- 奈緒 - 古田翠(9)
- 亮太 - 山本大輝(9)
- キヨシ - 金沢達雄(9)
- キヨシの愛犬 - トコちゃん(9)
- 近所の主婦 - 奥原ひとみ、一花さくら(9)
- 濡女 - 深華(10、13)
- 牛木清巳 - 坂井里会(10)
- 森山玄 - 間瀬翔太(10)
- 森山玄（少年時代） - 高橋流晟(10)
- 玄の母 - 高橋ぴよこ(10)
- 釣り人 西村 - 西村太一(10)
- 釣り人 藤田 - 藤田マコト(10)
- froggie（玄の浮気相手） - 菅原ブリタニー(10)
- 回信 - 城谷歩(11)
- およつ - 牛抱せん夏(11)
- 宿の亭主 - 石田クニヒト(11)
- 女中 - 山際絵礼奈(11)
- 川波正治 - 筒井巧(12)
- 川波亜矢子 - 牧野美千子(12)
- タクシーの運転手 - 宮松広行(12)
- 置行堀の妖の手 - 深華(12)
- 通行人の女・白い手 - ひるたまや(12)
- 倭堂亮助 - 伊東タケノリ(13)
- 倭堂麻耶（化け鶏） - 千葉優(13)
- 化け鶏 - 美杉遼介(13)
- 柴田道雄（覚） -室町雅也 (13)
- 覚 - 室町雅也、石田翼(13)
- 柳岡英樹（赤鬼） - 石田翼(13)
- 赤鬼 - 金原裕三、三宅敏夫、石田翼(13)
- 河童（小沼のかじ坊） - 三宅敏夫、高場大和(13)
- 河童(禰々子) - 美貴(13)
- 河童 - 山本大輝(13)
- 送り狼 - 古田翠(13)
- 大首 - 美貴(13)
- 死霊 - 竹内理栄(13)
- 鉄鼠 - 白井サトル(13)
- 猯 - 山本誠二(13)
- 岩魚坊主 - 高山史也(13)
- 飛頭蛮 - ちまき(13)
- 毛倡妓 - ちまき、小林彩乃(13)
- 二口女 - 小林彩乃(13)
- 袖引小僧 - 坂井里会(13)
- 海坊主 - 成瀬聡美(13)
- べくわ小僧 - 鈴木孝康(13)
- 猫又 - 羽根雅美(13)
- 座敷童 - 羽根慧(13)
- のっぺらぼう - 比嘉桐愛(13)
- 鬼神 - 笹野茂之(13)
- 泥田坊 - 柳川公輔(13)
- 石妖 - 美杉遼介(13)
- 化け猫 - 三宅敏夫、長谷川誠(13)
- 鬼石 - 室町雅也(13)
- 三つ目鬼 - 宮松広行(13)
- 美佐子（十歳）/美佐子の子 - 井上舞衣(14[4]。)（二役）
- 耕太 - 斎藤索(14)
- 賢治 - 山本大輝(14)
- 女の子（座敷童） - 真家有里奈(14)
- 美佐子の父 - 金原裕三(14)
- 美佐子（大人）/美佐子の母 - 小林彩乃(14)（二役）
- 老人 - 滝川拳(14)
- 恵 - 山際絵礼奈(15)
- 真紀子 - 牛抱せん夏(15)
- 医師 - 若林こうじ(15)
- 弁護士 - 福沢博史(15)
- 家政婦 - 司容熱子(15)
- カメラマン - 成瀬清春(15)
- 派手な女 - 宮本京佳(15)
- 小百合 - 和(16)
- 謎の女 - 牧野美千子(16)
- ブサイク - ルサンチマン浅川(16)
- 男A - 近藤六(16)
- 男B - スカダイジ・トロ(16)
- 店主 - 白神龍一(16)
- お客 - トマト(16)
- 通行人 - 天野ミチヒロ、海老沼宗樹、けーすけ、近藤哲也、なべやかん(16)
- 荷物の人 - なべおさみ（特別出演）(16)
- 響（ひびき）/山彦 - サイボーグかおり(17)
- 伸子 - 黒岩よし(17)
- 健二 - 夏目大一朗(17)
- 加奈子 - 深瀬みき(17)
- 伸子の上司 - 児玉ともじ(17)
- 薬屋の客 - 宮崎さや(17)
- 伸子の元夫（遺影） - 土肥良成(17)
- 笠尾マサシ - けんじゅー(18)
- 共橋ヨシミ - 金原裕三(18)
- 豆をまく女 - 大森梨恵(18)
- 赤鬼 - （演）三宅敏夫、（声）杉野田ぬき(18)
- 川姫 - 芝崎唯奈(19)
- 山川順平 - 河崎良侑(19)
- 鈴畑鉄夫 - 小澤哲(19)
- 女の子A - 橘優（青SHUN学園）(19)
- 女の子B - 桜木彩羽（青SHUN学園）(19)
- 鈴畑水希 - 池本彩乃(19)
- 道成清菜/清姫 - 真上さつき(20)
- 安堂現 - 間瀬翔太(20)
- 瑠璃 - 有栖川姫子(20)
- 僧侶 - Takeshi(20)
- 清菜の母 - 美貴(20)
- 合格発表を見る人々 - 高橋史也、青山文豪、ちまき、工藤秀昭、北野哲也、宮松広行、児玉ともじ、大森梨恵(20)
- 美沙 - 中山ヤスカ(21)
- 小沢 - 小林美穂(21)
- 吉田 - 渥美千春(ネコ脱出)(21)
- 女の子 - 吉久碧香(21)
- アキラ - 木曽玄志郎(21)
- 怪奇漫画家M（実物） - 森野達弥(22)
- 怪奇漫画家M（再現） - 寺尾海史(22)
- 青林書店月刊お化けキング編集者M - 加藤礼次朗(22)
- フランシーヌちゃん - 伊藤彩華(22)
- ドライバー - 名村藍(22)
- 蕎麦屋の客 - よしのまどか、カワサキユウタ、伊藤弥生(22)
- 蕎麦屋の店員 - 辛島菜摘(22)
- 袖引小僧、貉 - 常峰あずさ(22)
- 石妖 - 名村藍、大森敦史(22)
- 化け猫 - 名村藍(22)
- 河童 - 寺尾海史(22)
- 松屋七海 - 桜羽未華(23)
- 座長 烏山弘志 - Takeshi(23)
- 吉原梅乃、小袖の手 - 嶺生まや(23)
- 古枝優子 - 星野佳世(23)
- 沙織 - 本日は晴天なり(23)
- 仁美 - 奥原ひとみ(23)
- 玲子 - ちまき(23)
- 文也 - 高山史也(23)
- 秀明 - 工藤秀明(23)
- ショップ店員 里会 - 坂井里会(23)
- 看板犬 大福 - 川上KEN大福(23)
- 包丁で刺す手 - 宮松広行(23)
- 小吉木穂花 - しおり(24)
- 小吉木幸治郎 - 滝川拳(24)
- 小吉木麻里子 - 柳戸陽子(24)
- 小吉木卓 - 植村喜八郎(24)
- 首を吊る男 - 三宅敏夫(24)
- 隼人 - 山下弘恭(25)
- 健吾 / 骸骨 - 志村航(25)
- カラパン - 辛島菜摘(25)
- 川松変太郎 - 名村藍(25)
- 妖怪朗読家 - ゆうか(25)
- スタジオ見学者 - 緒方晴香、とだあさこ、谷口み於、山本巧、よしのまどか、藤井清美、清野りな、杉本末男(chara）(25)
- 山田平太郎 - 高橋琉晟(26)
- 山田厳 - 打田マサシ(26)
- 山田幸子 - 松井理子(26)
- 山田紙子 - 宮崎さや(26)
- マリ･アン様 - 菅原ブリタニー(26)
- 厳の浮気相手（写真） - 星守紗凪(26)
- ぬらりひょん - 山田ゴロ(26)
- 二口女 - LUY(26)
- 辰子 - ナナエ(27)
- 太郎 - 高橋琉晟(27)
- 太郎の母 - 柳戸陽子(27)
- ともじ（村人） - 児玉ともじ(27)
- ひであき（村人） - 工藤秀昭（27)
- ひよこ（村人） - 高橋ぴよこ(27)
- ろくこ（村人） - ROKU(27)
- しおり（村人） - 月妃しおり(27)
- 岬景子 - よしのまどか(28)
- 千味森涼子 - 松井理子(28)
- 彩香志玲 - 内藤えみ(28)
- 猪飼薫 - LUY(28)
- 鬼婆 - （演）みのとう爾徑、（スタント）LUY(28)
- 東光坊祐慶 - 井上雅央(28)
- 山下正雄 - リ・コウジ(29)
- 垢嘗 - 坂井里会(29、44)
- エリ - 坂井里会(30)
- 沢木 - 岩戸秀年(30)
- カメラマン - 高橋一路(30)
- 暴力男 - 伊藤武雄(30)
- ロック風の男 - 成瀬清春(30)
- 絡（絡新婦） - 那月結衣(31)
- 六 - 森正博(31)
- 天狗 - 工藤秀昭(31、44)
- 坊主 - ウンノヨウジ(31)
- 課長 - 甲賀雅章(31)
- 社員 -原田まめ (31)
- 椎名 - ウチクリ内倉(32)
- 尾崎 - 陽菜菜々羽(32)
- 居酒屋の親父、豆腐小僧 - ☆がーりー（八幡山ほしがりシスターズ）(32)
- 会社員 - 葛西祥太、黒田勇樹(32)
- 金田麻耶 - 美貴(33)
- 借間栗男 - 間瀬翔太(33)
- 成上企美 - artegg-yumi(33)
- ボディーガード - 高山史也(33)
- 黒金腹男 - 内藤典彦(33)
- 野池二美 - 月妃しおり(34)
- 諸見淳一 - 所博昭(34)
- 貝橋浩二 - けんじゅー(34)
- 府顔広樹 - 金原裕三(34)
- 鍵尾根燈 - 山際絵礼奈(34)
- 社員食堂の社員 - 中村つぐみ(34)
- 伊坂奈美 - 奥富珠里(35)
- 伊坂夏生 - 油布辰樹(35)
- 伊坂さくら - 不破天（ちょん）(35)
- 看護師 - 藤吉凛(35)
- 医者 - 堀江恭介(35)
- さまよう女 - 杉浦沙奈(35)
- 夫 - 黒田勇樹(36)
- 嫁 - 小見川千明(36)
- 母 - 萩原佐代子(36)
- 封（ほう） - 森澤碧音(36)
- 住職 - 冨田真(36)
- アベック - 赤松英信、竹内理栄(36)
- 八代裕也 - 悠樹(37)
- 大槻美沙 - 志村美空(37)
- 八代裕一 - 成瀬清春(37)
- 八代正造 - 岩井潤一(37)
- 大槻信昭 - 木村清志(37)
- 黒犬神 - 三宅敏夫(37)
- 白犬神 - 岩井潤一(37)
- 子犬 - うづら(37)
- 真行寺かおり - 桜のどか（仮面女子）(38)
- 上杉コウサク - 竹田直央(38)
- 誘拐犯ハジメ - 松木威人(38)
- 誘拐犯トシ - 工藤英昭(38)
- 車で寝ていた医者 - 堀江恭介(38)
- 誘拐犯リーダー - 高橋利道(38)
- 重田秀興 - 柴田秀勝(39)（友情出演）
- 森外宗一、一つ目小僧 - 小倉直寛(39)
- オペレーター北見 - 関根明子(39)
- 佐々木加子 - 月妃しおり(39)
- 赤鬼 - 工藤秀昭(39)
- のっぺら坊 - 月妃しおり、美貴(39)
- 狸娘 - 高橋春香(39)
- 二口鬼女 - LUY(39)
- 垢嘗 - 小林彩乃(39)
- 一つ目小僧 - 高山史也(39)
- 犬神 - 浜野隆之(39)
- 封 - 李華曦(39)
- 河童 - 土肥良成(39)
- 天狗 - 夏目大一朗(39)
- 豆腐小僧 - ☆がーりー（八幡山ほしがりシスターズ）(39)
- 白坊主 -  黒田勇樹、杉本末男(chara)(39)
- 大貫 -  吉岡毅志(41)
- 倩兮女 - 香衣(41)
- 吉村 - 榎本桜(41)
- 美女 - LUY(41)
- 笑う人々 - 北澤美恵、黒田純子、杉本末男、珠居ちづる（Nyan7・令和反戦楽団）、中野賢一、☆がーりー（八幡山ほしがりシスターズ）、脇本美咲 (41)
- 笑うポスター - 黒田勇樹(41)
- 西野亜梨沙 - ナナエ(42)
- わろどん - 御縁あやの(42、44)
- 亜梨沙の父 西野 - 堀岡真(42)
- 亜梨紗の母 真理 - 美貴(42)
- 市役所職員 中村 - 藤沢大輔(42)
- 村の住人 松尾 - 宮園博之(42)
- 村の住人 新田 - 間瀬翔太(42)
- 村の住人 律子 - 小林眞弓(42)
- 村の住人 高子 - 坂井里会(42)
- 村の住人 彩子 - 御縁あやの(42)
- 猟師 村本 - 松島圭志郎(42)
- 吉原五月 - ナナエ(43)
- 鳥山楓花、毛倡妓（けじょうろう） - 北爪さくら(43)
- 影野霧雄 - 鷲見亮(43)
- 青河美沙 - まや(43)
- 培春椿 - 杉崎なお(43)
- 池上聡 - 諸藤光牙(43)
- 杉原恵美 - 大谷陽咲(43)
- 谷山健二 - 長嶋柊(43)
- 鈴川美里 - 森田恋美(43)
- 馬元琢磨 - 諸藤アヤト(43)
- 二階堂弥子（骨女） - 範田紗々(44)
- 萩原新之丞 - 間瀬翔太(44)
- 二階堂浅芽 - 松浦梨結(44)
- お隣の沖老人 - 二瓶鮫一(44)
- 沖の娘 - 美貴(44)
- 僧侶 - 牛抱せん夏(44)
- 深川 - 藤矢陽祐(44)
- 萩原の元妻 - 御縁あやの（遺影）(44)
- 猫又 - 竹内理栄(44)
- 死霊 - 奥原ひとみ(44)
- 封 - 山本桃々子(44)
- 禰々子河童 - 山内咲野花(44)
- 河童 - 松本真輝(44)
- 一つ目小僧 - 里中龍児(44)
- 白坊主 - 土肥良成(44)
- 姫魚アリエ - LUY(47)
- ナレーション、お母さん - 桜羽未華(48)
- みっちゃん - 的場心春(48)
- 大人のみっちゃん - LUY(48)
- 男 - 時田優（友情出演）(51)
- 看護士・女 - 涼村真弘(51)
- 看護士2 - 村咲るな(51)
- 作業員 - 吉本大輔(51)
- 長谷川幽子 - 長谷川千紗(55)
- ウンノヨウジ - ウンノヨウジ(55)
- 妖怪漫画家M - 森野達弥(55)
- 通行人 - 柳戸陽子、月妃しおり(55)
- 貝 - 陽向海真珠(57)
- 真 - 政野郁矢(57)
- 美咲 - 凪(57)
- 並木友梨奈 - 青野ナオ(58)
- 並木宏之 - ウンノヨウジ(58)
- 白山美月 - 露木千尋(58)
- 運河梨子 - 千葉優(60)
- 貧乏神 - インディ豪(60)
- 運河（父）、セカンド助監督 - 安藤ヒロキオ(60)
- 運河（母） - 美貴(60)
- 梨子（幼少期）、メイクさん - 剣持希結光(60)
- チーフ助監督 - 工藤秀昭(60)
- 疫病神 - カエデ(60)
- 沢野喜一 - ウンノヨウジ(61)
- 千影（影女） - 青野ナオ(61)
- 矢気街正 - 吉久直志(62)
- 矢気街康二 - 金原裕三(62)
- 伊那府重夫 - 柳川公補(62)
- 凪屋咲 - 山際絵礼奈(62)
- 女の遺影 - 高橋遥南(62)
- 重夫の友人 - 高場大和(62)
- 男A - ミスターX(62)
- 男B - 宮松広行(62)
- 康夫 - 吉本大輔(64)
- 牧場主 - 時田優(友情出演)(64)
- 編集長 - 涼村真弘(64)
- アナウンサー - 村咲るな(64)
- 娘 - 吉久寧音(64)
- 真和誠二 - 小野田銀四郎(66)
- 多波屋努 - 時田優（友情出演）(66)
- 丹生亜紗弥 - 平山大(66)
- 男 - 高場大和(66)
- 多波屋貴樹 - 平山大(67)
- 坂山まりこ - 桜羽未華(67)
- 通り悪魔 - 小松雅樹(67)
- 多波屋努 - 時田優（友情出演）(67)
- 看護師 - 石田翼(67)
- 殺される男 - 柳川公補(67)
- 薬を手渡す男 - 小野田銀四郎(67)
- 大学生 - 高場大和(67)
- 杉崎彩華 - 原田まめ(68)
- 升野千代、生霊（二役） - ゆうか[5](68)
- 木原美咲 - 青野ナオ(68)
- 岩井琴子 - 旭桃果(69)
- 石塚巌 - 間瀬翔太(69)
- 課長 - 坂井里会(69)
- 同僚・奥原 - 奥原ひとみ(69)
- 同僚・寺内 - ちまき(69)

### 声の出演
- 河童眷属 - 内藤典彦、一花さくら、奥原ひとみ、山本智勝、明瀬礼洋(1)
- 親類の女 - 米田弥央(6)
- 狼 - けんじゅー(13)
- 人形神（ひんながみ） - 小林彩乃(15、26)
- 小田西 - 小松雅樹(18)
- 徘徊する堕天使 - 松田留奈(18)
- 合格発表を見る人々 - ゆうか、松田田留奈、高槻佳奈(20)
- 化け猫 - よしのまどか(22)
- 石妖、家鳴 - 打田マサシ(22)
- 吉原梅乃、小袖の手 - ゆうか(23)
- 縊鬼（くびれおに） - 明瀬礼洋(24)
- 白龍 - 打田マサシ(27)
- 大田由美 - かおちー(29)
- 黒犬神 - 成瀬清春(37)
- 笑うゴミ箱たち - 橘るい（令和反戦楽団）、山方まゆ（令和反戦楽団） (41)
- 毛利武則、老人 - 柳川公輔(46)
- 松永悠人、通行人 - 高場大和(46)
- 三好辰雄、刑事 - 小野田銀四郎(46)
- 前田卓、通行人、怪物 - 加藤陽人(46)
- 女性 - 山際絵礼奈(46)
- 通行人 - charashanben(46)
- 姫魚アリエ - LUY(47)
- アマビヱ - 坂井里会(47)
- 近所のおばちゃん、友人インディ - インディ豪(47)
- 親父ラ（怪獣） - ライオン(47)
- 湖森美里 - 原田まめ(49)
- 湖森沙湖 - 鈴木姫乃(49)
- 月花梢 - 髙橋秋帆（演劇ユニットHORIZON）(49)
- 輪入道、久能 - ウンノヨウジ(49)
- ナレーション - 宮本健助(49)
- 青木照彦、課長 - 小野田銀四郎(50)
- 伊藤典子 - 山際絵礼奈(50)
- 骨董屋の店主、同僚 - 柳川公輔(50)
- 画霊 - 月妃しおり(50)
- 初江 - 松下葵(52)
- 新治 - 小野田銀四郎(52)
- 加平 - 新井兼二(52)
- 漁師達 - 堀江恭介、工藤秀昭(52)
- 親方 - 時田優（友情出演）(52)
- 芳一、高貴なお方 - インディ豪(53)
- 武士の怨霊、和尚 - 安藤ヒロキオ(53)
- 寺男 - 土肥良成(53)
- 平家の怨霊達 - はきだめんず(53)
- 男、女、DJ、僧侶ほか - 黒田勇樹(54)
- 仏像 - 光る大仏（令和反戦楽団）(54)
- 伊藤花子、ナレーション - 稲福志緒梨(56)
- たけし、先生 - 高場大和(56)
- 池田孝康 - 池ヶ谷和希(58)
- 桐一兵衛 - 中洋子(59)
- 「桐一兵衛」語り - 時田優(59)
- 「夜道怪」語り - 桜羽未華(59)
- 死神・縊鬼（いき） - カエデ(60)
- 桑田、玉置、村人 - 黒田勇樹(63)
- 「異獣」語り、村人 - 柳戸陽子(65)
- 「火車」語り - 坂井里会(65)
- 竹助、北高和尚、村人 - 柳川公輔(65)
- 村人 - 杉本末男（chara）(65)
- 火車 - オセロ＆とうふ(65)

## スタッフ
- 原作[6]、エグゼクティブプロデューサー - 木川泰宏
- 製作 - team LYNX、L4
- 監督[7] - 木川泰宏、杉本末男（chara）、小川輝晃、なべやかん、吉久直志、明瀬礼洋、山田ゴロ、高橋コウジ、永野敏、ウンノヨウジ、岡本英郎、菊水智佳（Film Works Mr.30)、黒田勇樹、國米修市、岩城武彦、寺尾功一、柏崎裕司、國米美子、大森敦史、土肥良成、児玉ともじ
- 脚本 - 木川泰宏、杉本末男（chara）、なべやかん、吉久直志、高橋郁丸、ゆうか（妖怪朗読家）、牛抱せん夏、永野敏、山田ゴロ、高橋コウジ、ウンノヨウジ、美貴、岡本英郎、菊水智佳（Film Works Mr.30)、黒田勇樹、國米修市、岩城武彦、美貴、寺尾功一、岩田敦
- 助監督 - 草刈勲、迫田寿人
- 監督補 - 草刈勲、國米美子、國米修市
- 演出捕、演出部補助 - 明瀬礼洋、葛西祥太、北澤美恵、珠居ちづる、奥野優太
- AD - 工藤秀昭
- 妖怪造型美術総指揮 - 杉本末男（chara）
- 題字 - 星綾光
- OP演出 - 児玉ともじ
- ED演出 - 明瀬礼洋(第1、第2幕)、児玉ともじ(第3幕-)
- 音楽 - 羽野誠司、福田裕彦、小島栞、後藤沙美、伊澤遥哉、Music is VFR、甘茶、音作品創作工房ナッシュスタジオ
- 尺八 - 関一郎
- 琵琶 - 馬場一嘉
- スキャット - 古田翠
- 選曲 - 明瀬礼洋
- 撮影 - 永野敏、秋ノ月げん、小川輝晃、なべやかん、MARONY、倉持武弘、吉久直志、木川泰宏、井上塁(REC)、荒井豊、勝亦祐嗣、水谷匡宏、牛田浩、三宅敏夫、明瀬礼洋、ウンノヨウジ、岩城武彦、鈴木隆裕(鈴木ワークス)、高橋コウジ、枝元雄樹、八木武志、ブエノ、久保山梨恵、國米修市、國米美子、長谷川千紗、児玉ともじ、ossie、鈴木宏彰、石井千秋
- 撮影助手 - 高橋直記、加藤大志、藤本佑弥、佐藤達也、成瀬清春、高橋一路、八木正雄、赤松英信、岡本光一、柳澤誠、小田蔵人
- 撮影協力 - 太田奈乃子、川上美実、久保山裕嗣、ossaic、柳川公輔
- 撮影応援 - 國松正義、加藤大志
- ドローン撮影 - 佐藤直樹、梅落茂仲
- 機材協力 - 高橋コウジ、勝亦祐嗣、高橋拓、木川泰宏、児玉ともじ、永野敏、粕谷晃司、清野りな、鈴木隆裕(鈴木ワークス)、杉崎智久（Film Works Mr.30)、辻内将人（Film Works Mr.30)
- 照明 - 勝亦祐嗣、小原澤学、永野敏、高橋拓、辻内将人（Film Works Mr.30)、ウンノヨウジ、八木武志、高橋コウジ
- 照明助手 - 草苅勲
- スチール - 杉野博臣
- 着付け - 飯村裕美、美貴、奥原ひとみ、海野幸枝
- 結髪 - 飯村裕美、原陽子
- ヘアメイク - 長谷阪絵美、藤井清美、ビューティー★佐口
- ヘアメイク協力 - 森本麻世
- メイク - 杉本末男（chara）、東なつみ、須見有樹子、佐野文美、大江一代、宮永璃沙、大森梨恵、坂口佳那恵、大森敦史、藤井清美、根本芽衣
- 文車妖妃メイク - 七里一葉、古瀧美緒、遠藤由紀、中山八恵、大江一代、大森梨恵、石田光
- 濡女メイク - 大江一代
- 傷跡特殊メイク - 新井衣梨果
- 美術・技術補佐 - 工藤秀昭
- 特殊造型スタッフ - 大森敦史、比嘉桐愛、福士朋未、國立麗、土肥良成、平瀬絵美、 陸田千春、柴可愛、若松みゆき、戸塚美早紀、杉本末男（chara）
- 特殊造形助手 - カエデ
- 特殊造型協力 - 熊澤九里
- ミニチュア模型製作 - 土肥良成
- 操演 - 千田剛士、矢島慎之介、宮松広行、菊水智佳、國米修市、杉本末男（chara）、大森敦史、李華曦、ウンノヨウジ
- アニメーション 絵コンテ・作画（40話、45話） - けんじゅー
- アニメーション 撮影監督（40話、45話） - 児玉ともじ
- アニメーション制作、演出（46話） - 柏崎裕司
- アニメーション制作（50話） - 斬撃effects Pictures
- アニメーション、写真合成（49話） - ウンノヨウジ
- アニメーション監督、演出（59話） - 児玉ともじ
- キヨヒメーション[8] - 土肥良成
- 妖メーション（47話） - 杉本末男（chara）、大森敦史、李華曦
- 妖メーション（53話） - 大森敦史、土肥良成、杉本末男（chara）、李華曦、戸塚美早紀
- 妖メーション（56話、65話） - 杉本末男（chara）、李華曦
- 絵本アニメーション制作（48話） - 永野敏
- CG、VFX、カラリスト（52話） - 國米修市
- 衣装 - 杉本末男（chara）、ウンノヨウジ
- 衣装協力 - 坂井里会、赤松英信
- 文車妖妃衣装制作 - JAP工房、川上登、YOU-KO
- つらら娘衣装製作、座敷童衣装 - 浅葱舞
- 仏像製作 - 船屋芳秋
- イラスト人形製作（56話） - 李華曦、大森敦史
- キャラクターデザイン、原画、動画、背景、背景、色彩設計、作画監督（54話） - 黒田勇樹
- キャラクターデザイン、イラスト（56話） - 山田ゴロ
- キャラクターデザイン、絵コンテ、絵作画（59話） - 深水まいた
- キャラクターデザイン、イラスト（65話） - 高橋郁丸
- キャラクター制作（52話） - 國米修市、國米美子
- キャラクターメイク（52話） - 三橋まさと
- 破壊獣ゾア デザイン - 土肥良成
- アマビエイラスト（47話） - 山内咲野花
- みっちゃんの絵（48話） - 草刈桃子
- 合成作画 - 金子大輝
- 小道具協力 - ada、相田健太
- カレンダー作成 - けんじゅー
- 殺陣 - TEAM夏目 & yoshi、岩井潤一
- アクション協力 - LYNX
- 制作、制作スタッフ - 沼口健二、板部文、鈴木春政、宮松広行、石田翼、三上海壱、NO! film、STUDIO MAGRiT
- 制作担当 - 明瀬礼洋、柳川公輔、宮松広行、杉本末男（chara）、安島正樹、制作部妖怪肩舐
- 制作助手 - 赤堀陽由吾
- 制作進行 - 木戸かおり、水島真樹子、森雄一郎、三橋まさと、成瀬清春、工藤秀昭
- 制作応援 - 草刈桃子、カエデ、李華曦
- 制作協力スタッフ - 明瀬礼洋、三宅敏夫、山本智勝、石田翼、高場大和、柳川公輔、長谷川誠
- キャスティング - 来栖聖樹、星尚希、押田淳平
- スクリプター - 石井歩
- テクニカルアドバイザー - 宮本拓
- 宣伝 - 笠原建一郎（11話-44話、47話-）、石田翼、山際絵礼奈
- VFX監督 - 児玉ともじ
- 編集、視覚効果 - 児玉ともじ、國米修市
- 特殊効果 - 國米修市
- オフライン編集 - 小川輝晃、柳川公輔、吉久直志、木川泰宏、高橋コウジ、永野敏、児玉ともじ、ウンノヨウジ、菊水智佳（Film Works Mr.30)、黒田勇樹、國米美子、岩城武彦、柏崎裕司
- 車両 - 宮松広行、工藤秀昭、土肥良成、草苅勲、スナッピー
- 音声 - 向日水ニャミ子、高橋コウジ、杉崎智久（Film Works Mr.30)
- 録音 - 迫田寿人、高橋コウジ、内田達也、大澤祥之、浜鍋真紀(洗足学園音楽大学S402スタジオ)、宮本健助、安島正樹、黒沢秋、 杉本末男（chara）、来栖聖樹、ナナエ、ウンノヨウジ、黒田勇樹、鈴木宏彰
- ミキサー - 松本能紀、安島正樹
- 録音音響効果 - メディアゲートスタジオ、藤田昌宏
- 音響効果 - 熊谷まさひろ、飯塚優也
- 音響制作担当 - 杉本末男（chara）
- 協力 - 飯能整形外科病院、東町ヴェルペン薬局、はきだめ造型、河童祠、ケミン、デジタルカメラエクスプレス、メディアゲート椿淳、いるまの里、はつかり、洗足学園音楽大学、MACH Pro、飯能老人病センター、悠久堂書店、KIE、CLEO、田中ビル、ガイヤール、STUDIO MAGRiT、富士の国やまなしフィルム・コミッション、甲州民家情報館、昇仙峡ロープウェイ、久喜スタジオ、GAZE映像、ギュラキッズ、ココア、キャストパワー、トゥフロント、キャベッチ柿ノ木坂、アオトスタジオ、秋ヶ瀬公園、スカイコーポレーション、一刻館、静岡東宝会館、藤枝シネ・プレーゴ、ノーメイク、ライジングプロダクション、能仁寺、Marmoset、トミーズアーティストカンパニー、ノンストップエージェンシー、May be 、ディアマントプロモーション、レアル、JAP工房、秋葉原ZERO-G、太田プロダクション、OFFICE BEAUTY、デジタルマンガ協会、エスキューブエンターテインメント、サムライソウルバリQ、金亀山長福寺、J-beans、なみやなぎスタジオ、鈴木ワークス、Film Works Mr.30、日労研、吉祥寺っ子居酒屋 燻し家もっくん、MIRAI、ジキル＆ハイド、SPECIAL EFFECTS、武州青梅金毘羅宮、工藤美術スタジオ、仮面女子、日の出町観光協会、斬撃effects Pictures、工藤美術、東京ビジュアルアーツ特殊メイク学科、剣持芽、ヨコタサイクル、個人石井タクシー、秩父森田家、ビューティ★佐口、綾瀬くり(大屋書房)、REC 松丸明夫、芹沢ヨウヘイ、田代祐、白井美幸、沼田早紀、木内絵美、真家知子、井上由美、麻木万由、山際絵礼奈、増田ゆーこ、時田優、小川智子、清野りな、中村圭次郎、横田章、竹田大祐、若林晴美、斎藤慎一、ヒデミツ、永野敏、熊澤久里

## 音楽
エンディングテーマ（1-39話）
「ドクロキャンディ」
作詞・作曲：YOU-KO / 音楽プロデューサー：斎藤光浩 / 演奏：時の黒猫
エンディングテーマ（40話-）
「夜の太陽」
作詞・作曲：YOU-KO / 音楽プロデューサー：斎藤光浩 / 演奏：時の黒猫
挿入曲
「武蔵忍法伝 忍者烈風」
作詞：金巻兼一 /  作曲：福田裕彦
「Diary」
作詞・作曲・歌：坂井里会

## 放送リスト

### TOKYO MX2

#### 第1幕
| 放送日        | 話数     | サブタイトル                 | 脚本               | 監督              | 備考                                  |
| ------------- | -------- | ---------------------------- | ------------------ | ----------------- | ------------------------------------- |
| 2017年 4月1日 | 第一話   | 河童                         | 杉本末男（chara）  | 杉本末男（chara） |                                       |
| 4月8日        | 第二話   | 覚（さとり）                 | 木川泰宏           | 小川輝晃          |                                       |
| 4月15日       | 第三話   | おくり人                     | なべやかん         | なべやかん        |                                       |
| 4月22日       | 第四話   | 泥田坊                       | 杉本末男（chara）  | 杉本末男（chara） |                                       |
| 4月29日       | 第五話   | 白い女                       | 吉久直志           | 吉久直志          |                                       |
| 5月6日        | 第六話   | つらら娘                     | 高橋郁丸           | 明瀬礼洋          |                                       |
| 5月13日       | 第七話   | 大太郎法師（ダイダラボッチ） | 木川泰宏           | 木川泰宏          |                                       |
| 5月20日       | 第八話   | 文車妖妃                     | ゆうか             | 高橋コウジ        |                                       |
| 5月27日       | 第九話   | こんな晩                     | ゆうか             | 明瀬礼洋          |                                       |
| 6月3日        | 第十話   | 濡女                         | 杉本末男（chara）  | 杉本末男（chara） |                                       |
| 6月10日       | 第十一話 | 飛頭蛮（ろくろくび）         | 牛抱せん夏、永野敏 | 永野敏            | 原作 十返舎一九「列国怪談聞書帖」より |
| 6月17日       | 第十二話 | 置行堀                       | 木川泰宏           | 明瀬礼洋          |                                       |
| 6月24日       | 第十三話 | 狼の眉毛                     | 木川泰宏           | 木川泰宏          |                                       |

#### 第2幕
| 放送日        | 話数       | サブタイトル         | 脚本              | 監督              | 備考 |
| ------------- | ---------- | -------------------- | ----------------- | ----------------- | ---- |
| 2018年 1月6日 | 第十四話   | 開かずの間           | 山田ゴロ          | 山田ゴロ          |      |
| 1月13日       | 第十五話   | 人形神（ひんながみ） | 高橋コウジ        | 高橋コウジ        |      |
| 1月20日       | 第十六話   | おまけ               | なべやかん        | なべやかん        |      |
| 1月27日       | 第十七話   | 山彦                 | 杉本末男（chara） | 杉本末男（chara） |      |
| 2月3日        | 第十八話   | 節分の鬼             | 木川泰宏          | 木川泰宏          |      |
| 2月10日       | 第十九話   | 川姫                 | ウンノヨウジ      | ウンノヨウジ      |      |
| 2月17日       | 第二十話   | 清姫                 | 美貴              | 杉本末男(chara)   |      |
| 2月24日       | 第二十一話 | 牛鬼                 | 吉久直志          | 吉久直志          |      |
| 3月3日        | 第二十二話 | 袖引小僧             | 岡本英郎          | 岡本英郎          |      |
| 3月10日       | 第二十三話 | 小袖の手             | 杉本末男（chara） | 杉本末男（chara） |      |
| 3月17日       | 第二十四話 | 縊鬼（くびれおに）   | 木川泰宏          | 木川泰宏          |      |
| 3月24日       | 第二十五話 | 歌い骸骨             | ゆうか            | 岡本英郎          |      |
| 3月31日       | 第二十六話 | ぬらりひょん         | 杉本末男（chara） | 杉本末男（chara） |      |

#### 第3幕
| 放送日        | 話数       | サブタイトル           | 脚本                        | 監督                        | 備考 |
| ------------- | ---------- | ---------------------- | --------------------------- | --------------------------- | ---- |
| 2018年 8月4日 | 第二十七話 | 山引きの白龍           | 杉本末男（chara）           | 杉本末男（chara）           |      |
| 8月11日       | 第二十八話 | 黒塚                   | 岡本英郎                    | 岡本英郎                    |      |
| 8月18日       | 第二十九話 | 垢嘗                   | 菊水智佳（Film Works Mr.30) | 菊水智佳（Film Works Mr.30) |      |
| 8月25日       | 第三十話   | 人面瘡                 | 高橋コウジ                  | 高橋コウジ                  |      |
| 9月1日        | 第三十一話 | 絡新婦（じょろうぐも） | 美貴、ウンノヨウジ          | ウンノヨウジ                |      |
| 9月8日        | 第三十二話 | 豆腐小僧               | 黒田勇樹                    | 黒田勇樹                    |      |
| 9月15日       | 第三十三話 | 金霊                   | 杉本末男（chara）           | 杉本末男（chara）           |      |
| 9月22日       | 第三十四話 | 食わず女房             | 木川泰宏                    | 木川泰宏                    |      |
| 9月29日       | 第三十五話 | 大首                   | 國米修市                    | 國米修市                    |      |
| 10月6日       | 第三十六話 | 封（ほう）             | 吉久直志                    | 吉久直志                    |      |
| 10月13日      | 第三十七話 | 犬神                   | 高橋コウジ                  | 高橋コウジ                  |      |
| 10月20日      | 第三十八話 | がしゃどくろ           | 國米修市                    | 國米修市                    |      |
| 10月27日      | 第三十九話 | 化け物使い             | 木川泰宏                    | 木川泰宏                    |      |

#### 第4幕
| 放送日        | 話数       | サブタイトル             | 脚本         | 監督              | 備考                                                                                       |
| ------------- | ---------- | ------------------------ | ------------ | ----------------- | ------------------------------------------------------------------------------------------ |
| 2019年 8月3日 | 第四十話   | 妖語り〜あやかしがたり〜 | ゆうか       | 木川泰宏          | 通常のドラマと違い文車妖妃の語りに作画が動くスタイル 「海底の蛇の目傘」「雪太郎」の2本立て |
| 8月10日       | 第四十一話 | 倩兮女（けらけらおんな） | 黒田勇樹     | 黒田勇樹          |                                                                                            |
| 8月17日       | 第四十二話 | わろどん                 | 岩城武彦     | 岩城武彦          |                                                                                            |
| 8月24日       | 第四十三話 | 毛倡妓（けじょうろう）   | ウンノヨウジ | ウンノヨウジ      |                                                                                            |
| 8月31日       | 第四十四話 | 骨女                     | 美貴         | 杉本末男（chara） |                                                                                            |

#### 第5幕
| 放送日        | 話数       | サブタイトル         | 脚本              | 監督                                  | 備考                                                                                     |
| ------------- | ---------- | -------------------- | ----------------- | ------------------------------------- | ---------------------------------------------------------------------------------------- |
| 2020年 7月4日 | 第四十五話 | 妖語り 其之ニ        | ゆうか            | 木川泰宏                              | 通常のドラマと違い文車妖妃の語りに作画が動くスタイル 「海女と大鮑」「さかさ娘」の2本立て |
| 7月11日       | 第四十六話 | 三人山               | 寺尾功一          | 寺尾功一                              | アニメーション作品 脚色 木川泰宏                                                         |
| 7月18日       | 第四十七話 | アマビヱ             | 杉本末男（chara） | 杉本末男（chara）                     | 妖メーション（人形劇）+実写ドラマ                                                        |
| 7月25日       | 第四十八話 | 嘘峠                 | 高橋コウジ        | 高橋コウジ                            | 実写ドラマ+絵本アニメーション                                                            |
| 8月1日        | 第四十九話 | 輪入道               | ウンノヨウジ      | ウンノヨウジ                          | 写真合成+アニメーション                                                                  |
| 8月8日        | 第五十話   | 画霊                 | 岩田敦            | 柏崎裕司                              | アニメーション作品                                                                       |
| 8月15日       | 第五十一話 | 十六人谷             | 吉久直志          | 吉久直志                              |                                                                                          |
| 8月22日       | 第五十二話 | 舟幽霊(ふなゆうれい) | 國米修市          | 國米美子                              | 3DCGアニメ                                                                               |
| 8月29日       | 第五十三話 | 耳なし芳一           | 杉本末男（chara） | 大森敦史 杉本末男（chara） 土肥良成   | 妖メーション（人形劇） 原作 小泉八雲「怪談」より                                         |
| 9月5日        | 第五十四話 | はらだし             | 黒田勇樹          | 黒田勇樹                              | アニメーション作品                                                                       |
| 9月12日       | 第五十五話 | 青行燈(あおあんどん) | 杉本末男（chara） | 杉本末男（chara） ウンノヨウジ        |                                                                                          |
| 9月19日       | 第五十六話 | 教室の霊             | 山田ゴロ          | 山田ゴロ 児玉ともじ 杉本末男（chara） | 妖メーション（イラスト人形）                                                             |
| 9月26日       | 第五十七話 | 蜃気楼               | 杉本末男（chara） | 児玉ともじ 杉本末男（chara）          |                                                                                          |

#### 第6幕
| 放送日        | 話数       | サブタイトル  | 脚本              | 監督                         | 備考                                                    |
| ------------- | ---------- | ------------- | ----------------- | ---------------------------- | ------------------------------------------------------- |
| 2021年 8月7日 | 第五十八話 | 鳴家          | ウンノヨウジ      | ウンノヨウジ                 |                                                         |
| 8月14日       | 第五十九話 | 妖語り 其之三 | 木川泰宏          | 木川泰宏                     | アニメーション作品 「桐一兵衛」「夜道怪」の2本立て      |
| 8月21日       | 第六十話   | 貧乏神        | 杉本末男（chara） | 杉本末男（chara）            |                                                         |
| 8月28日       | 第六十一話 | 影女          | ウンノヨウジ      | ウンノヨウジ                 |                                                         |
| 9月4日        | 第六十二話 | 反魂香        | 木川泰宏          | 木川泰宏                     |                                                         |
| 9月11日       | 第六十三話 | 虚舟          | 黒田勇樹          | 黒田勇樹                     | イラスト人形+実写                                       |
| 9月18日       | 第六十四話 | 件（くだん）  | 吉久直志          | 吉久直志                     |                                                         |
| 9月25日       | 第六十五話 | 火車と異獣    | ゆうか            | 杉本末男（chara） 児玉ともじ | 妖メーション（イラスト+実写） 「異獣」「火車」の2本立て |
| 10月2日       | 第六十六話 | 枕返し        | 木川泰宏          | 木川泰宏                     |                                                         |
| 10月9日       | 第六十七話 | 通り魔        | 木川泰宏          | 木川泰宏                     |                                                         |
| 10月16日      | 第六十八話 | 生霊          | ウンノヨウジ      | ウンノヨウジ                 |                                                         |
| 10月23日      | 第六十九話 | こそこそ岩    | 杉本末男（chara） | 杉本末男（chara）            |                                                         |

## 関連商品

### DVD
発売元：L4 / 販売元：オルスタックソフト販売
| 発売日         | 巻数   | 収録話          | メーカー品番 | JANコード     | ASINコード |
| -------------- | ------ | --------------- | ------------ | ------------- | ---------- |
| 2017年7月28日  | 第1巻  | 第1話 - 第4話   | AYAS-0001    | 4580363340013 | B071VLR6WK |
| 2017年8月30日  | 第2巻  | 第5話 - 第7話   | AYAS-0002    | 4580363340280 | B071WMFRL2 |
| 2017年9月29日  | 第3巻  | 第8話 - 第10話  | AYAS-0003    | 4589825430187 | B073VT46BD |
| 2017年10月27日 | 第4巻  | 第11話 - 第13話 | AYAS-0004    | 4589825430507 | B074KM3HKX |
| 2018年5月30日  | 第5巻  | 第14話 - 第17話 | AYAS-0005    | 4589825433577 | B07B5Y8S71 |
| 2018年6月28日  | 第6巻  | 第18話 - 第20話 | AYAS-0006    | 4589825434000 | B07BZBCWWR |
| 2018年7月27日  | 第7巻  | 第21話 - 第23話 | AYAS-0007    | 4589825434420 | B07CXK4NCJ |
| 2018年7月27日  | 第8巻  | 第24話 - 第26話 | AYAS-0008    | 4589825434444 | B07CXBXQ4Z |
| 2021年3月30日  | 第9巻  | 第27話 - 第32話 | AYAS-0009    | 4589825444337 | B08TFTD3TM |
| 2021年4月28日  | 第10巻 | 第33話 - 第38話 | AYAS-0010    | 4589825444740 | B08WZH53K2 |
| 2021年5月28日  | 第11巻 | 第39話 - 第44話 | AYAS-0011    | 4589825444986 | B08ZBRS24W |
| 2021年7月30日  | 第12巻 | 第45話 - 第50話 | AYAS-0012    | 4589825445518 | B095GD5NL2 |

## ボイスドラマ版
『ボイスドラマ妖ばなし』（ボイスドラマあやかしばなし）も制作されており、2020年5月4日よりYouTubeにて配信されている。

### ボイスドラマ版・出演
括弧内数字は出演話数。
- 文車妖妃 - ゆうか（妖怪朗読家）
- 時田優 （1）
- 筒井巧 （2）
- 河童の小次郎 （3）
- 桜羽未華 （4）
- 植村喜八郎（5）
- 篠原明夫（6、10）
- 篠原翔夢（6、10）
- 滝川拳（7）
- 黒田勇樹（8）
- 柳川公輔（9）
- 柳戸陽子（11）
- 加藤陽人（11）

### ボイスドラマ版・各話リスト
| 配信開始日    | 話数     | サブタイトル   | 語り部       | 脚本         | 備考          |
| ------------- | -------- | -------------- | ------------ | ------------ | ------------- |
| 2020年 5月4日 | 第一話   | 桐一兵衛       | 時田優       | 木川泰宏     |               |
| 5月7日        | 第二話   | 女の首         | 筒井巧       | 木川泰宏     |               |
| 5月12日       | 第三話   | 河童の伊勢参り | 河童の小次郎 | 小野田銀四郎 |               |
| 5月20日       | 第四話   | 夜道怪         | 桜羽未華     | 木川泰宏     |               |
| 6月9日        | 第五話   | ダキ           | 植村喜八郎   | 木川泰宏     |               |
| 6月20日       | 第六話   | たんころりん   | 篠原明夫     | 篠原明夫     |               |
| 7月7日        | 第七話   | 蟹坊主         | 滝川拳       | 木川泰宏     |               |
| 7月13日       | 第八話   | 茄子婆         | 黒田勇樹     | 黒田勇樹     |               |
| 7月21日       | 第九話   | 板の鬼         | 柳川公輔     | 柳田高伸     | 脚色 木川泰宏 |
| 7月28日       | 第十話   | 提灯小僧       | 篠原明夫     | 篠原明夫     |               |
| 8月4日        | 第十一話 | 賽の河原       | 柳戸陽子     | 山田ゴロ     |               |